# Gustavo Lins
Gustavo Barreira Lins (Rio de Janeiro, 3 de junho de 1986), mais conhecido como Gustavo Lins, é um cantor de pagode e também compositor brasileiro.

## História

### Biografia
Gustavo Barreira Lins nasceu na Tijuca na capital do Rio de Janeiro no ano de 1986.

### Carreira
Começou muito cedo sua trajetória dentro da música, com onze anos começou a compor suas canções e aprender a tocar guitarra, posteriormente o Gustavo aprendeu a tocar cavaquinho e violão.
Aos doze anos já figurava entre os integrantes do grupo Demais da Conta, sua primeira vivência artística. A vontade de compor já era aguçada nesta época, dando início ao seu processo criativo, onde dia a dia, Gustavo apresentava suas canções que, em um futuro próximo, viriam chamar a atenção de grandes gravadoras.[carece de fontes?]
Quando lançou seu primeiro CD em 2003, experimentou o sabor de ser o Príncipe do Brasil, como é chamado até hoje por muitas de suas fãs.[carece de fontes?] O single "Pra Ser Feliz" (canção composta pelo próprio Gustavo Lins) ficou no topo das paradas de sucessos por diversos meses, figurando entre as dez músicas mais tocadas do Brasil por cerca de um ano. Esta mesma cançã deu origem ao nome do CD, que chegou às lojas recheado com mais cinco sucessos, consagrando o artista já em seu primeiro trabalho, com apenas dezesseis anos de idade.[carece de fontes?]
Depois, Gustavo Lins lançou mais um CD, onde novamente presenteou seus fãs com os sucessos: "Máquina do Tempo", "Deixa Eu Te Querer", "Daqui Você Não Passa" e "Só de Olhar". Também como era de se esperar, Gustavo Lins recebeu o convite para gravar seu primeiro DVD, a casa escolhida para o espetáculo foi a Via Show, no Rio de Janeiro, um espetáculo audiovisual para mais de dez mil fãs enlouquecidos, cantando todas as canções junto com o artista durante todo o show. Ainda neste ano, Gustavo Lins viajou em turnê nacional passando pelas principais capitais do Brasil e o artista ainda ganhou CD e DVD de ouro por estes dois trabalhos, ultrapassando o patamar de 50 mil cópias respectivamente.
Em 2006 lançou o álbum Gustavo Lins Ao Vivo pela gravadora Warner nos formatos CD e DVD, a gravação do CD e do DVD aconteceu na casa de shows chamada Via Show em São João de Meriti no Rio de Janeiro, o sucesso do álbum foi O Meu Coração Tem Medo.
Seguindo sua trajetória, Gustavo Lins já está seu sexto CD “Não é Força é Jeito”, um disco onde se reinventou, com composições mais maduras e algumas faixas produzidas pelo próprio artista, disco teve grande aceitação da crítica.
Entre os maiores sucessos de suas composições está Adoleta, gravado pela cantora Kelly Key, Luz das Estrelas, também gravado pelo cantor Belo e por fim o sucesso da canção Alô, gravado pelo grupo Os Travessos.

## Discografia
- 2003 - Pra Ser Feliz
- 2004 - Gustavo Lins
- 2005 - Ao Vivo (50 000 cópias vendidas)
- 2007 - Impossível Te Esquecer (17 000 cópias vendidas)
- 2008 - Vida Real (2 000 cópias vendidas)
- 2011 - Não É Força É Jeito (5 000 cópias vendidas)
- 2015 - Menos É Mais

## Videografia
- 2005 - Ao vivo (DVD) (50 000 cópias vendidas)
- 2006 - Impossível te Esquecer (DVD) (10 000 cópias vendidas)

## Singles
- "Pra Ser Feliz"
- "Você Beija Tão Bem"
- "Maquina do Tempo"
- "Daqui Você Não Passa"
- "Só de Olhar"
- "Tatuagem" (2010)
- "Cara" (2010)

## Obra
- "Carrossel"
- "Com Humildade"
- "Deixa Combinado"
- "Escondida"
- "O Meu Coração Tem Medo"
- "Papo Furado"
- "Pra Ser Feliz"
- "Uma Nova Paixão" (com Umberto Tavares e Matheus Santos)[5]